# 멜리톤 만사나스
멜리톤 만사나스 곤살레스(스페인어: Melitón Manzanas González, 1909년 6월 9일 ~ 1968년 8월 2일)는 스페인의 경찰관이다.
산세바스티안 출신이며 1938년부터는 이룬에서 경찰관으로 근무했다. 제2차 세계 대전 시기에 일어난 독일의 프랑스 점령 시기에는 게슈타포의 유대인 체포 작전에 협력했다. 프랑코 정권 시기에는 바스크 민족주의 세력 탄압에 주력했다. 1968년 8월 2일 바스크 조국과 자유(ETA)가 일으킨 테러로 인해 사망했다.